# Valkó (folyó)
A Valkó (horvátul: Vuka) egy folyó Horvátországban, a Duna jobb oldali mellékfolyója.

## Leírása
A római időkben Wolcea és Ulca néven említik. A Valkó a Krndija-hegység délnyugati lejtőin, Paucsje falunál 200 méteres magasságban fakad és Vukovárnál (régi magyar neve Valkóvár) ömlik a Dunába. Forrásvidékén átfolyik a Borovik-tavon. Hosszúsága 112, a vízgyűjtő területe 644 km². A folyó kis esése miatt lassan és kanyarogva folyik. Alsó szakaszán a 19. században szabályozták.

## Fordítás
Ez a szócikk részben vagy egészben  a   Vuka című horvát Wikipédia-szócikk ezen változatának fordításán alapul.  Az eredeti cikk szerkesztőit annak laptörténete sorolja fel. Ez a jelzés csupán a megfogalmazás eredetét és a szerzői jogokat jelzi, nem szolgál a cikkben szereplő információk forrásmegjelöléseként.